# Гіллсборо
«Гіллсборо» (англ. Hillsborough Stadium) — стадіон в Англії, домашня арена Шеффілд Венсдей. Був обраний для проведення матчів чемпіонату Європи 1996 року. Але все ж він має недоліки планування, оскільки три його трибуни абсолютно різні.

## Трагедія в Гіллсборо
«Гіллсборо» найбільш згадуваний стадіон в англійській пресі. Всі модернізації футбольних арен у Британії з початку 90-х років сталися в результаті нещастя, що відбулося 15 квітня 1989 року на цьому стадіоні, і яке називають трагедією в Гіллсборо. Це була найжахливіша трагедія, що коли-небудь відбувалася на футбольних стадіонах Європи. Футбольні стадіони Англії наприкінці 80-х років продовжували залишатися ненадійними, попри деякі спроби змінити стан речей, що включали Акт Про Безпеку на спортивному стадіоні, випущеному в 1977 році. Головна програма з реструктуризації, викладена в «Доповіді Тейлора», була необхідна, щоб зробити англійські й шотландські стадіони безпечними для вболівальників і згодом цей план себе повністю виправдав.

## Структура

### Північна Трибуна
Північна Трибуна на «Гіллсборо» була побудована в 1961 році, це перша велика трибуна, яка має дах на кронштейнах (найперша була побудована в 1958 на стадіоні клубу «Сканторп Юнайтед»). Вона виглядає сучаснішою, ніж будь-яка інша трибуна стадіону. На Північній трибуні розміщуються 10,096 осіб на одному ярусі, і є два входи. Дах простягнувся по всій довжині поля, але з обох кутів трибуни є відкриті сидіння. Можливо, за наступної реконструкції дах буде продовжений і накриє обидва кути й обидва кінці трибуни, які зараз накриті дахом, що підтримується колонами по всій довжині.

### Трибуна Коп

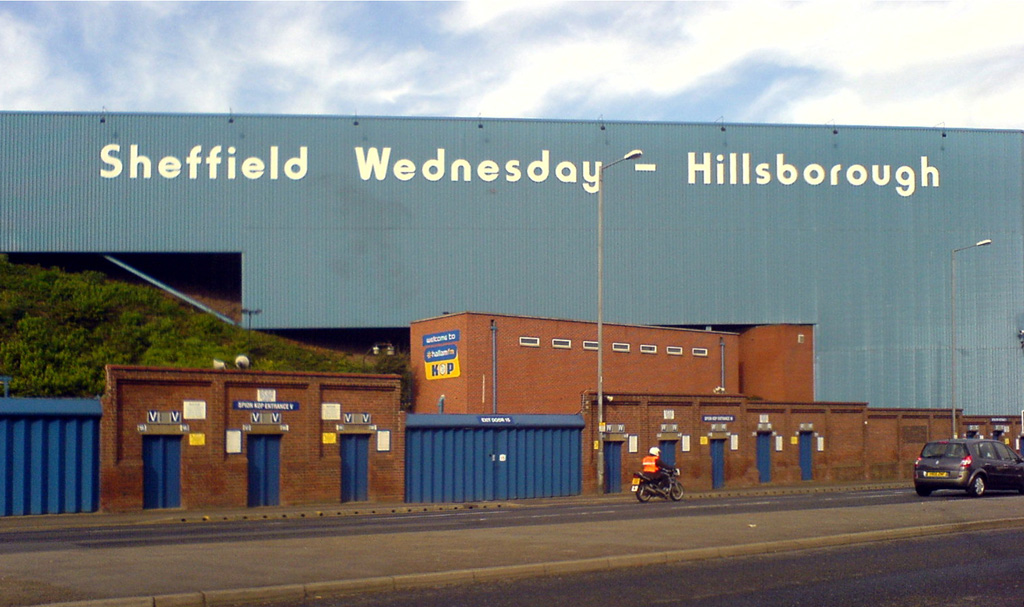
Вигляд трибуни Коп ззовні

У східній стороні поля знаходиться трибуна Коп, яку в 1993 році переробили зі стоячої на повністю сидячу на 11,210 місць. «Венсдей» просто наштампували сидіння на сходи, так що зручності для глядачів тут не найкращі. Можливо, в майбутньому Трибуна Коп буде перероблена, але поки таких планів немає. Коп була побудована в 1914 році.

### Західна Трибуна
Навпроти Коп розташувалася Західна Трибуна, побудована для Чемпіонату Світу 1966 року, і саме вона стала місцем величезної тисняви в 1989 році і стала причиною загибелі 96 фанів «Ліверпуля». Багато хто сподівався, що вона буде зруйнована, але нічого подібного не відбулося. Стоячий сектор, де сталося лихо, був перероблений в сидячий на 2,366 місць, і ще 4,193 сидіння розташувалися ярусом вище. Трибуна накрита підтримуваним дахом, який попереду загинається трохи вниз. Як і Коп, про Західну трибуну потрібно поліпшувати.

### Південна Трибуна

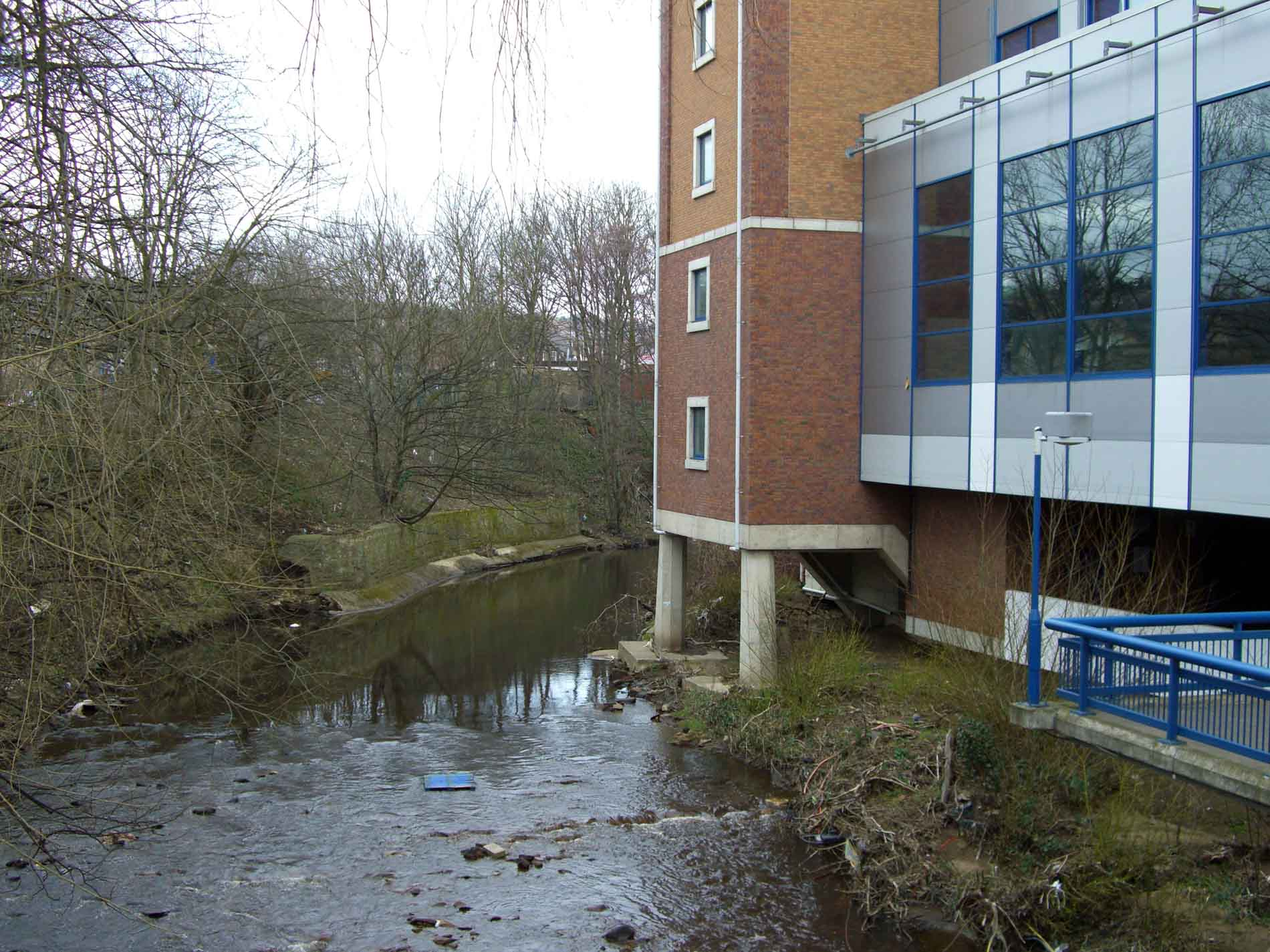
Вздовж південної трибуни стадіону протікає річка Дон.

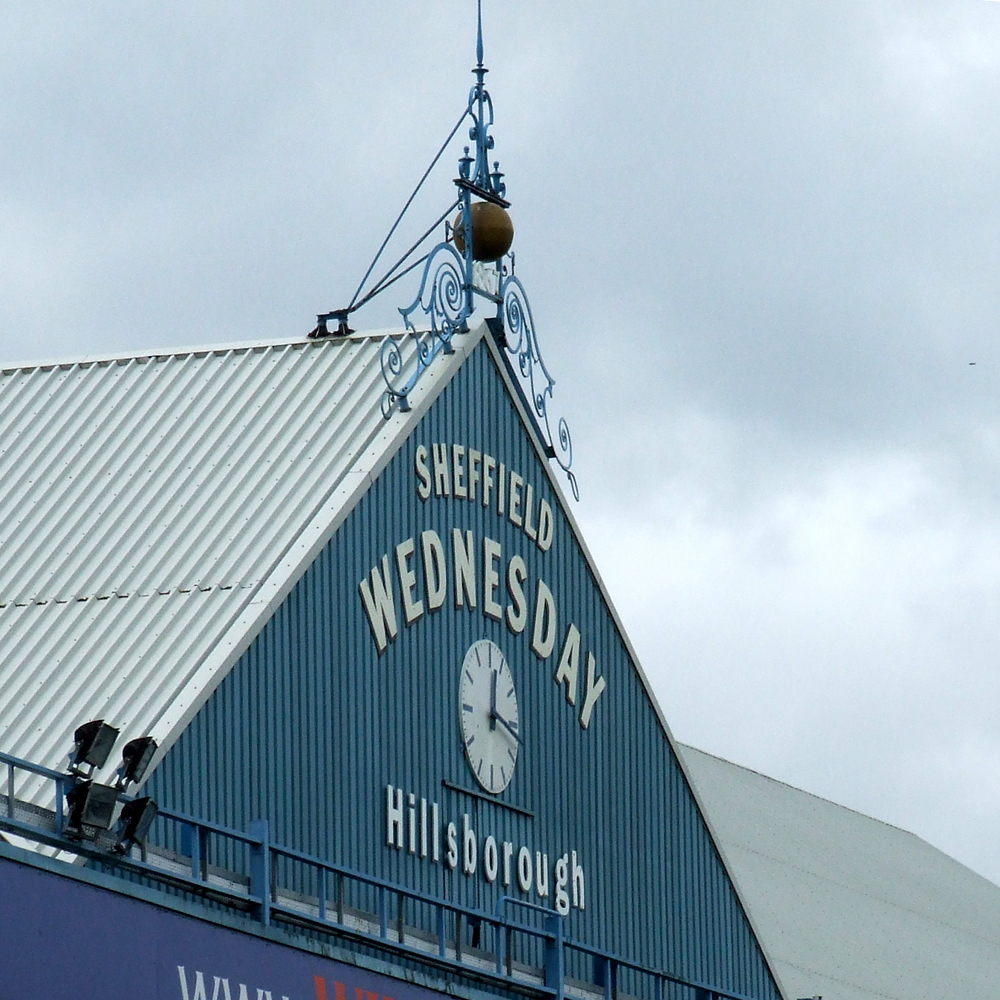
Годинник над південною трибуною

Південна Трибуна — єдина трибуна на «Гіллсборо», якій можна виставити високу оцінку. Її збудовано 1913 року, а за наступні кілька років суттєво реконструйовано, зокрема зроблено новий дах, що простягається на 125 метрів. Глядачі розташовуються на двох ярусах, між якими знаходиться ярус лож. Нижній ярус зберігся від початкової конструкції та має 7,682 крісла для сидіння. Маленькій верхній ярус був закінчений у 1996 році й вміщує тільки 3,200 осіб. Дах не має колон, в центрі її є трикутний фронтон з годинником, над якими в півколо вписані слова «Sheffield Wednesday», а під годинником — «Hillsborough». Над фронтоном розташований залізний флерон з орнаментом, що повторює той же, що був на старому дахові, розробленому великим Арчибальдом Лейчем (грец. Archibald Leitch) в 1913 році.